# Carabídeos
Carabídeos (Carabidae) são uma família de coleópteros,  na sua maioria predadores.

## Descrição
Apesar de suas formas do corpo e coloração variar um pouco, a maioria são preto brilhante ou metálico e têm os élitros sulcados. Os élitros estão fundidos em algumas espécies, particularmente a subfamília Carabinae, tornando os incapazes de voar. O gênero Mormolyce é conhecido como besouros violinos, devido à forma peculiar dos élitros. Todos os carabídeos exceto os mais primitivos (Paussinae) têm uma ranhura nas tíbias das patas dianteira que carrega um tipo de "pente de cabelos" usados para a limpeza de suas antenas.

## Ecologia
Comuns em habitats com sob a casca das árvores, ou entre pedras ou areia na beira de lagos e rios. A maioria das espécies são carnívoras, se alimentando de outros insetos, e até mesmo de outros invertebrados maiores. Alguns são extremamente ligeiros na captura de suas presas, como por exemplo os besouros-tigres (Cicindelinae), que pode chegar a uma velocidade de 9 km/h - em relação ao comprimento do corpo, eles estão entre os animais terrestres mais rápidos da Terra. Ao contrário da maioria dos carabídeos, que são noturnos, os besouros tigres são caçadores diurnos.

## Subfamílias
- Apotominae LeConte, 1853
- Brachininae Bonelli, 1810
- Broscinae Hope, 1838
- Carabinae Latreille, 1802
- Cicindelinae Latreille, 1802
- Cicindinae Csiki, 1927
- † Conjunctiinae Ponomarenko, 1977
- Elaphrinae Latreille, 1802
- Gehringiinae Darlington, 1933
- Harpalinae Bonelli, 1810
- Hiletinae Schiødte, 1848
- Loricerinae Bonelli, 1810
- Melaeninae Csiki, 1933
- Migadopinae Chaudoir, 1861
- Nebriinae Laporte, 1834
- Nototylinae Bänninger, 1927
- Omophroninae Bonelli, 1810
- Patrobinae Kirby, 1837
- Paussinae Latreille, 1806
- † Protorabinae Ponomarenko, 1977
- Psydrinae LeConte, 1853
- Scaritinae Bonelli, 1810
- Siagoninae Bonelli, 1813
- Trechinae Bonelli, 1810